# Jean
Jean är ett förnamn som används både som mansnamn och kvinnonamn. Den 31 december 2009 fanns det 3 355 personer i Sverige med namnet, varav 1 230 hade det som tilltalsnamn/förstanamn. Flest bär namnet i Stockholm, där 833 män och 175 kvinnor har namnet.
Som mansnamn uttalas Jean med tje-ljud och är en fransk motsvarighet till svenskans Johan och det hebreiska/grekiska/latinska Johannes. Som kvinnonamn uttalas det oftast med j följt av ett i-ljud och är en engelsk variant av gammalfranska Jehanne, som även det kommer från Johannes.
I den finlandssvenska namnsdagslängden har Jean namnsdag 24 juni sedan 2015.